# Железнодорожный транспорт в Бурятии
Железнодорожный транспорт в Бурятии (в её современных границах) представлен Транссибирской магистралью, которая пересекает территорию с запада на восток, проходя вдоль береговой линии Байкала, через столицу Республики — город Улан-Удэ, с ответвлением от станции Заудинский в южном направлении — до о. п. Дозорный на границе с Монголией, а также Байкало-Амурской магистралью, которая пересекает Республику в её северной части и проходит через Северомуйский тоннель. Железнодорожные линии на территории Республики Бурятия относятся к Восточно-Сибирской железной дороге.

## История и перспективы
Железная дорога на территории современной Бурятии появилась на рубеже XIX—XX веков при строительстве Транссибирской магистрали. Летом 1900 года было открыто сквозное движение по Забайкальской железной дороге на участке от Иркутска до Сретенска (в настоящее время — город в Забайкальском крае).
В июле 1932 года началось строительство Верхнеудинского паровозовагоноремонтного завода. В 1937 году от станции началось строительство южной ветки ВСЖД Улан-Удэ — Наушки, которая улучшила связь с Монголией. Рабочее движение поездов на ветке открылось 15 января 1939 года.
В 1970 году открыто сквозное движение на электротяге по главному ходу Транссиба. В 1970-е годы сооружена Байкало-Амурская магистраль, в 2001 году достроен и в 2003 году открыт для постоянной эксплуатации Северомуйский тоннель.
Также в Бурятии действовала Хандагатайская узкоколейная железная дорога — одна из крупнейших в мире, в 2000-е годы она пришла в упадок и, по некоторым данным, частично или полностью разобрана.
Федеральной программой модернизации транспортной системы России до 2015 года предусматривается электрификация участка Улан-Удэ — Наушки, соединяющего Транссибирскую магистраль с Улан-Баторской железной дорогой (протяжённость — 253 километра), что позволит повысить пропускную способность участка не менее чем на 10 процентов и снизить транспортные издержки не менее чем на 20 процентов.

## Предприятия и инфраструктура
Железнодорожные линии республики:
- Транссибирская магистраль: участок 2-8 Слюдянка I — Заудинский[4] (от границы с Иркутской областью), участок 2-10 Заудинский — Петровский Завод (до границы с Забайкальским краем).
- Ответвление на Монголию: участок 2-9 Заудинский — Наушки (до пограничного перехода Наушки — Сухэ-Батор), соединяющий Транссиб с Монгольской железной дорогой и обеспечивающий железнодорожное сообщение России с Китаем.
- Байкало-Амурская магистраль: часть участка 2-3 Хребтовая — Хани (от границы с Иркутской областью до границы с Забайкальским краем.

Железнодорожные линии на территории Республики Бурятия находятся в ведении двух регионов Восточно-Сибирской железной дороги: Улан-Удэнского и Северобайкальского.

## Железнодорожные перевозки
Перевозки на участке Улан-Удэ — Наушки (а также на Улан-Баторской железной дороге) имеют транзитный характер; порядка 60 процентов перевозок на Улан-Баторской железной дороге приходится на транзитные перевозки между Россией и Китаем, а объёмы внешнеторговых перевозок через пограничный переход Наушки — Сухэ-Батор в 2006 году составили 5,7 миллионов тонн.